# 病跡学
病跡学（びょうせきがく、英: pathography、独: Pathographie）とは、歴史的に傑出した人物の生涯を精神医学及び心理学的観点から研究分析し、その活動における疾病の意義を明らかにしようとする学問である。pathographyの原義は疾病記録である（graphyは、記録、書記法の意）。パトグラフィーともいう。
たとえば、著名な画家のゴッホは、奇行や画風から精神が病んでいたようにもいわれている。これに対して、医師の安田宏一は、ゴッホはメニエール病だったのではないか、との説を提出した。メニエール病の発作は患者にとって時に耐え難いものであり「耳を引きちぎりたい」とまで思うのも無理はなく、また、特に有名な「星月夜」は星や雲が波頭のように渦巻いているのは内耳障害特有の眼球が揺れるめまいの時に見えた様子を描いたものではないか、同時期の他の絵で垂直な線はまっすぐ引かれているのに横の線は波打っているのは、これも内耳障害で、身体の上下動の補正ができなくなるジャンブリング現象によるもの、と分析している。